# Mount Field National Park
Mount Field National Park – park narodowy położony w południowej części Tasmanii; w granicach administracyjnych obszaru samorządu lokalnego Central Highlands Council i Derwent Valley Council. 

## Położenie
Park narodowy Mount Field został założony w dniu 29 sierpnia 1916 roku na mocy ustawy Scenery Preservation Act 1915, jednocześnie został również ustanowiony park narody Freycineta co czyni je najstarszymi parkami narodowymi położonymi na Tasmanii. Obejmuje powierzchnie 15 881 ha. Park narodowy położony jest w południowej części wyspy Tasmania, około 75 km na zachód od stolicy stanu, miasta Hobart. Północna część parku zlokalizowana jest na terenie obszaru samorządu lokalnego Central Highlands Council, natomiast południowa część parku na terenie Derwent Valley Council. 

## Warunki naturalne
Obszar parku narodowego Mount Field położony jest na terenie górzystym, który znosi się od 158 m n.p.m. do 1434 m n.p.m. (najwyższy szczyt Mount Field West). Granica drzew przebiega na wysokości 1200 m. Teren parku położony jest w zasięgu klimatu umiarkowanego chłodnego. Średnia temperatura zimą wynosi 9°C, natomiast średnia temperatura latem wynosi 22°C. Średnie opady roczne na terenie parku wynoszą 1220 mm. Obszar parku położony jest w obrębie krasu Junee-Florentine, którego powierzchnia wynosi 18 500 ha. Na powierzchni krasu zostało udokumentowanych około 600 wejść do jaskiń. W granicach parku narodowego położona jest jedna z najgłębszych jaskiń Australii – Niggly Cave (375 m głębokości).

## Flora i fauna
Flora na terenie Mount Field National Park charakteryzuje się dużą różnorodnością gatunkową. Występuje ponad 433 gatunków roślin w tym 261 gatunków roślin dwuliściennych i 125 gatunków jednoliściennych. W piętrze roślinnym od 158 do 670 m dominującymi gatunkami lasotwórczymi są eukaliptus królewski (Eucalyptus regnans) i Eucalyptus obliqua z rodzaju eukaliptus. W środkowym piętrze roślinności od 670 do 940 m dominującymi gatunkami są bukan Cunninghama (Nothofagus cunninghamii) z rodziny bukanowatych oraz Atherosperma moschatum z rodziny oboczkowatych. Gatunkiem domieszkowym jest Phyllocladus aspleniifolius z rodzaju kokietnik, który dominuje w górnym piętrze roślinnym (od 880 do 1200 m). Powyżej granicy lasu występuje roślinność alpejska.
Wśród gatunków ssaków występujących na obszarze parku narodowego można wymienić m.in.: pseudopałankę wędrowną, pałaneczkę gruboogonową, bobroszczura złotobrzuchego oraz niełaza plamistego. Ptaki na obszarze parku reprezentowane są przez następujące gatunki: kureczkę tasmańską (gatunek endemiczny), kurawonogę zmienną, kormorana australijskiego (podgatunek kormorana zwyczajnego) i łabędzia czarnego. Ponadto na terenie parku występuje kilka gatunków gadów i płazów w tym gatunki endemiczne, np.: Crinia tasmaniensis z rodzaju płazów bezogonowych Crinia i Niveoscincus pretiosus z rodziny Scynkowate.

## Dziedzictwo kulturowe
W wyniku badań archeologicznych przeprowadzonych w pobliskiej dolinie Florentine Valley zostały odkryte ślady działalności Aborygenów sprzed około 30 tys. lat. Na terenie parku narodowego natrafiono na dwa miejsca (w pobliżu jezior: Lake Fenton i Lake Dobson), w których zostały odnalezione artefakty związane z działalnością Aborygenów. Dodatkowo dowody na zamieszkiwanie tego terenu przez Aborygenów zostały znalezione w jaskiniach położonych poza jego granicami, przy rzece Florentine River. Przypuszcza się, że Aborygeni na terenie parku prowadzili polowania oraz szukali pożywienia.